# 1976年バレーボール男子アフリカ選手権
1976年バレーボール男子アフリカ選手権（1976 Men's African Nations Championship）は、1976年にチュニジアのチュニスで開催された、アフリカバレーボール連盟主催の第3回バレーボールアフリカ選手権男子大会。
出場国は7カ国。エジプトが初優勝を飾った。

## 最終結果
| 順位 | 国               |
| ---- | ---------------- |
| 1    | エジプト         |
| 2    | チュニジア       |
| 3    | モロッコ         |
| 4    | セネガル         |
| 5    | マダガスカル     |
| 6    | コートジボワール |
| 7    | コンゴ共和国     |